# Sym Jet4
Il Sym Jet4 è uno scooter della casa taiwanese Sym disponibile nelle cilindrate di 50 e 125 cm³ con propulsore a 4 tempi. La cilindrata inferiore è disponibile, nella versione Jet4R, anche con un motore a due tempi.

## Descrizione
Il Jet4 è l'erede del precedente modello Sym Jet, dotato esclusivamente di propulsori a due tempi.
Con questo modello, il costruttore abbandona il doppio faro anteriore per una singola unità sullo scudo: le frecce sono invece ai lati del manubrio. Importante differenza meccanica tra questo modello e il predecessore è la ruota anteriore da 13" in luogo di quella da 12".
Tutti i modelli sono dotati di freno a disco anteriore e freno a tamburo al posteriore. Solo la versione 50R a due tempi adotta all'anteriore un disco "a margherita" in luogo dell'impianto tradizionale dei modelli a quattro tempi.